# Вовчик Роман Олегович
Рома́н Оле́гович Вовчик — молодший сержант Збройних сил України, відзначився у ході російського вторгнення в Україну, учасник російсько-української війни, Герой України з удостоєнням ордена «Золота Зірка» (посмертно).

## Життєпис
Роман Вовчик народився 29 січня 1991 року в селі Бережниця Дубровицького району (з 2020 року — Дубровицької міської громади Сарненського району) Рівненської області. У 2008 році закінчив Бережницьку загальноосвітню школу I—III ступенів та вступив до Національного педагогічного університету імені Михайла Драгоманова, який закінчив у 2013 році. У 2016 році підписав контракт із ЗСУ та пішов служити старшим солдатом у 30-ту окрему механізовану бригаду імені князя Костянтина Острозького. Був учасником бойових дій на сході України. З початком повномасштабного російського вторгнення в Україну перебував на передовій. Загинув молодший сержант 18 серпня 2022 року під час штурму позицій ЗСУ військами РФ поблизу села Курульки у Барвінківській міській громаді Ізюмського району на Харківщині. Чин прощання із загиблим відбувся 21 серпня 2022 року в рідному селі.

## Родина
У березні 2016 року одружився, у шлюбі народилася старша донька, а у 2019-му — молодша. Був єдиним сином у матері і єдиним онуком у своєї бабусі.

## Нагороди
- звання «Герой України» з удостоєнням ордена «Золота Зірка» (29 вересня 2023, посмертно) — за особисту мужність і героїзм, виявлені у захисті державного суверенітету та територіальної цілісності України, самовіддане служіння Українському народові
- медаль «За участь в боях за Свідлодарськ»,
- медаль «За оборону Попасної»,
- відзнака командувача ООС «За звитягу та вірність».
- Почесний громадянин Звягеля[4].